# 林佶
林佶（1660年—1723年），字吉人，号鹿原，福建侯官（今福州）人，清朝政治人物。

## 生平
生于顺治十七年（1660年）。康熙四十五年（1706年）九月二十日，以所作《日月合璧五星联珠赋》一册并手书康熙帝《御制诗集》二函驰献行在，九月二十四日得到康熙帝召见。康熙五十一年（1712年），特賜進士，授内阁中书。雍正元年（1723年），罢官归里，不久去世。著有《朴学斋集》。

## 家族
兄林侗。